# Eastham (Worcestershire)
Pour les articles homonymes, voir Eastham.
Eastham est une paroisse civile et un village du Worcestershire, en Angleterre.